# Charly (komiks)
Charly – francuska seria komiksowa autorstwa Denisa Lapière'a (scenariusz) i Magdy Seron (rysunki), publikowana od 1990 do 2004 w odcinkach w czasopiśmie "Spirou" i w formie indywidualnych tomów od 1991 do 2007 nakładem wydawnictwa Dupuis. Po polsku ukazały się cztery tomy serii nakładem wydawnictwa Podsiedlik, Raniowski i S-ka.

## Fabuła
Charly to chłopiec o paranormalnych zdolnościach, a jego przygody ukazane w serii rozciągają się od dzieciństwa do młodości.

## Tomy
| Tom           | Tytuł i rok wydania polskiego | Tytuł i rok wydania oryginalnego |
| Cykl pierwszy | Cykl pierwszy                 | Cykl pierwszy                    |
| ------------- | ----------------------------- | -------------------------------- |
| 1             | Piekielna zabawka (2003)      | Jouets d'enfer (1991)            |
| 2             | Zatopiona wyspa (2003)        | L'île perdue (1992)              |
| 3             | Przebudzenie (2003)           | Le réveil (1993)                 |
| 4             | Pułapka (2003)                | Le piège (1994)                  |
| Cykl drugi    |                               |                                  |
| 5             |                               | Cauchemars (1996)                |
| 6             |                               | Le Tueur (1997)                  |
| 7             |                               | L'Innocence (1998)               |
| Cykl trzeci   |                               |                                  |
| 8             |                               | Les Yeux de feu (1999)           |
| 9             |                               | Messages d'outre-temps (2000)    |
| 10            |                               | Ange (2002)                      |
| 11            |                               | Une vie éternelle (2004)         |
| Cykl czwarty  |                               |                                  |
| 12            |                               | Assassin! (2006)                 |
| 13            |                               | Une vie d'enfer (2007)           |